# Marta Jiráčková
Marta Jiráčková (* 22. března 1932 Kladno) je česká hudební skladatelka.

## Život
Vystudovala skladbu na Pražské konzervatoři u Emila Hlobila. Školu absolvovala v roce 1959 Suitou pro symfonický orchestr. Pracovala v Československém rozhlase jako hudební režisérka. Dále studovala soukromě u Aloise Háby a v roce 1978 vystudovala v postgraduálním studiu kompozici na Janáčkově akademii múzických umění v Brně u Ctirada Kohoutka a Aloise Piňose. Byla manželkou dirigenta Václava Jiráčka a blízkou přítelkyní skladatelky Slávy Vorlové.
Vedle symfonické a komorní tvorby komponuje scénickou hudbu pro rozhlas a televizi. Pro skladatelku je typická vokální složka mnoha skladeb, kde lidský hlas používá jako hudební nástroj. Rovněž se úspěšně věnuje elektroakustické hudbě. Její skladby získaly uznání nejen doma, ale i v zahraničí. Loď bláznů byla v roce 1992 oceněna Výroční cenou Českého hudebního fondu a v roce 1998 se její skladba Pura sub nocte umístila jako druhá na mezinárodní soutěži Musica Nova (1. cena nebyla udělena).

## Dílo

### Orchestrální skladby
- Konfese Slávy Vorlové. Symfonická skica se sólovou trubkou a sopránem, op. 8 (1973)
- Nanda Devi. Symfonie č. 1 s dětským a ženským sborem a věžními zvony, op. 25 (1979)
- Ave Seikilos. Jednovětá skladba pro smyčce a bicí, op. 31 (1983)
- Motýlí efekt. Skladba pro violoncello sólo, smyčcový orchestr a bicí, op. 32 (1984)
- Silbo. Symfonie č. 2 pro velký orchestr s interludiem pro dětský sbor, op. 34 (1986-87)
- Hodina skladby. Tři věty pro varhany, smyčcový orchestr a bicí, op. 35 (1988)

### Komorní skladby
- Čtyři preludia, interludium a postludium pro klavír, op. 5 (1972-73)
- Variace na ukradené téma pro komorní soubor, op. 14 (1975)
- Tři písně beze slov pro soprán, flétnu, anglický roh, klarinet, basklarinet, violoncello, celestu a bicí, op. 21 (1977)
- Blankenburská fuga pro smyčcové kvarteto, op. 33 (1985)
- Imago vitae. Suita pro varhany sólo, op. 36 (1989)
- Variace na politiku královny Hatšepsovet pro dva klavíry, op. 37 (1989)
- Dodekaria I. Jednovětá sonáta pro housle a klavír, op. 38 (1990)
- Dodekaria II. Jednovětá skladba pro cimbál a flétnu, op. 42 (1992)
- Dodekaria tristis (III). Jednovětá skladba pro basetový roh a klavír, op. 43 (1992)
- Die Wahrheit über Sancho Panza (Pravda o Sancho Panzovi). Aforismus pro recitátora, flétnu, fagot, violoncello a bicí, op. 48 (1993)
- Těžiště lidskosti. Jednovětá skladba pro 8 dvojplátkových dechových nástrojů, op. 49 (1993)
- Olbramovy Evy. Suita pro housle, hoboj a klavír, inspirována skulpturami Olbrama Zoubka (1995)
- Pár s hlavami plnými oblaků, pro basklarinet a klavír, op. 52 (1998)
- Tři obrazy Edvarda Muncha. Smyčcový kvartet, op. 54 (2000)
- Růžová pivoňka (Die Rosa Pfingstrose). Fantasie pro violu a klavír dle stejnojmenného obrazu Bohumila Klimeše-Koziny, op. 56 (2000)
- There You Go. Freska pro soprán, recitátora a klavírní trio na slova novozélandského básníka Davida Howarda, op. 59 (2007)

### Vokální skladby
- Lók Gít. Cyklus ženských sborů na indickou poezii, op. 2 (1972)
- Jen tak. Pět duet pro soprán a flétnu na slova stejnojmenné sbírky J. Préverta, op. 3 (1972)
- Já, Charles Lounsbury. Malá kantáta pro baryton a klavír na vlastní text podle závěti Ch. Lounsburyho, op. 7 (1973)
- Osm divů světa. Osm obrazů pro lidské hlasy, harfu a bicí, op. 18 (1976)
- De corde. Komorní skladba pro soprán, klavír a věžní zvon na slova Jana Tausingera, op. 29 (1982)
- Svatý Václave. Evokace starého rukopisu chorálu pro soprán, violu a klavír, op. 39 (1991)
- Svatý Václave. Evokace starého rukopisu chorálu pro mezzosoprán a varhany, op. 39a (1992)

### Elektroakustické skladby
- Ukolébavka. Rozhlasový hudební obraz (syntetická montáž), op. 23a (1978)
- Pětkrát žena. Elektroakustické baletní variace pro ženský hlas a syntetizér, op. 45 (1992, 1. část baletního diptychu spolu s op. 40)
- Loď bláznů. Elektroakustická baletní hudba podle stejnojmenného obrazu Hieronyma Bosche, op. 40 (1991, 2. část baletního diptychu spolu s op. 45)
- Výhledy z balkonu. Elektroakustická suita o 7 částech, op. 41 (1991)
- Včely a slunečnice. Skladba pro flétnu sólo a magnetofonový pás, op. 44 (1992)
- Pura sub nocte. Elektroakustická skladba věnovaná památce Karla Odstrčila (1998)
- Solstitium aestivum (Letní slunovrat). Elektroakustický hudební obraz, op. 55 (2000)
- Sedm pyramid. Elektroakustický hudební obraz, op. 57 (2001)